# Yuki (Sprache)
Das Yuki (auch Yukian, Ukiah, Ukomno'm) war eine der Yuki-Wappo-Sprachen im nördlichen Kalifornien, gesprochen vom indianischen Stamm der Yuki. Nur wenige Sprecher dieser Sprache leben noch – die letzten Personen, die die Sprache fließend beherrschten, verstarben Mitte des 20. Jahrhunderts.
Ursprünglich bestand die Sprache aus drei verschiedenen Dialekten: Yuki, Huchnom and Coast Yuki, die als Sprachfamilie nahezu isoliert von anderen genetischen Spracheinheiten betrachtet werden. Verwandt ist Yuki mit Wappo. Mögliche Verwandtschaften mit anderen Sprachfamilien werden nur mit den Golf-Sprachen vermutet.